# Ōwakudani
Ōwakudani (jap. 大涌谷, dt. „großes kochendes Tal“) ist ein vulkanisches Tal auf der japanischen Hauptinsel Honshū. Es befindet sich in der Präfektur Kanagawa auf dem Stadtgebiet von Hakone, etwa 80 Kilometer südwestlich von Tokio. Das Tal erstreckt sich auf einer Höhe von 1040 Metern an der Nordseite des Komagatake, einem der Hauptkegel des Hakone-Vulkans. Bekannt ist es für die zahlreichen schwefelhaltigen heißen Quellen und Fumarolen, aus denen vulkanische Gase austreten.

## Geographie
Ōwakudani liegt in der Nähe der Caldera, die bei der letzten Eruption des Vulkans Hakone vor gut 3000 Jahren entstanden ist. Das komplette Gebiet ist eine aktive Vulkanzone mit Fumarolen und heißen Quellen. Die Gegend um das Tal gehört zu einem gewaltigen Vulkan, der durch zwei gewaltige Eruptionen, die erste vor ca. 180.000 Jahren und die zweite ca. vor 49.000–80.000 Jahren, kollabierte und eine große Caldera formte. Westlich von Ōwakudani erstreckt sich der Ashi-See, ein sieben Kilometer langer Kratersee. Die südlich an Ōwakudani angrenzenden Berge Kamiyama und Komagetake sind zwei vulkanische Erhebungen im Zentrum der großen Hakone-Caldera.

## Vulkanismus
Die letzte große Magma-Eruption ereignete sich vor rund 3000 Jahren, seitdem gab es keine größeren Vorkommnisse. Zwischen dem 12. und 13. Jahrhundert gab es drei phreatische Explosionen im Gebiet Ōwakudani.

### 20. Jahrhundert
- Im Jahr 1933 wurden Veränderungen bei den Fumarolen festgestellt, auch veränderte sich der Wasserausstoß beim Ubako-Onsen. Im selben Jahr starb bei der Explosion einer Fumarole in Ōwakudani eine Person.[3]
- Von September 1974 bis Februar 1978 gab es weitere Veränderungen im Gebiet um Ōwakudani, Fumarolen veränderten ihre Position und Bäume begannen zu verdorren und abzusterben.[3]
- Schwache Erdbeben wurden auch im Jahr 1987 und 1992 in einer Tiefe von 20 bis 23 km registriert. Beim Zentrum von Ōwakudani kam es zu einer leichten Erhöhung des Bodens.[4]
- Am 22. April 1991 wurden zwischen 10:00 und 13:00 Uhr ca. 300 Erdbeben (Magnitude ≤ 2,5) festgestellt. Das Epizentrum der meisten Erschütterungen befand sich etwa 5 km unterhalb der Caldera. Am 24. April normalisierte sich die Lage wieder und es wurde keine Änderung an der Oberflächenaktivität festgestellt.[5]

### 21. Jahrhundert
- Zwischen Juni und Oktober 2001 wurde eine erhöhte seismische Aktivität im Gebiet gemessen. In der Nähe des Zentrums kam es zu einer leichten Wölbung. Weitere kleinere Erdbeben wurden am Nordende des Ashi-Sees registriert. Kurz nach den Erdbeben stellte man eine Vergrößerung des Fumarole-Gebiets in Ōwakudani fest. Der Dampfausstoß an einigen Stellen in Ōwakudani nahm stark zu.[3][5]
- Zwischen März und April 2011, genauer seit dem Tōhoku-Erdbeben, wurde eine erhöhte seismische Aktivität im Norden von Ōwakudani gemessen. Neben vielen kleineren Erdbeben ereigneten sich auch zwei stärkere am 11. und am 21. März.[3]
- Im Februar 2013 wurden etwa 1400 kleinere Erdbeben registriert, jedoch folgte keine Eruption und die Lage beruhigte sich daraufhin wieder.[6]

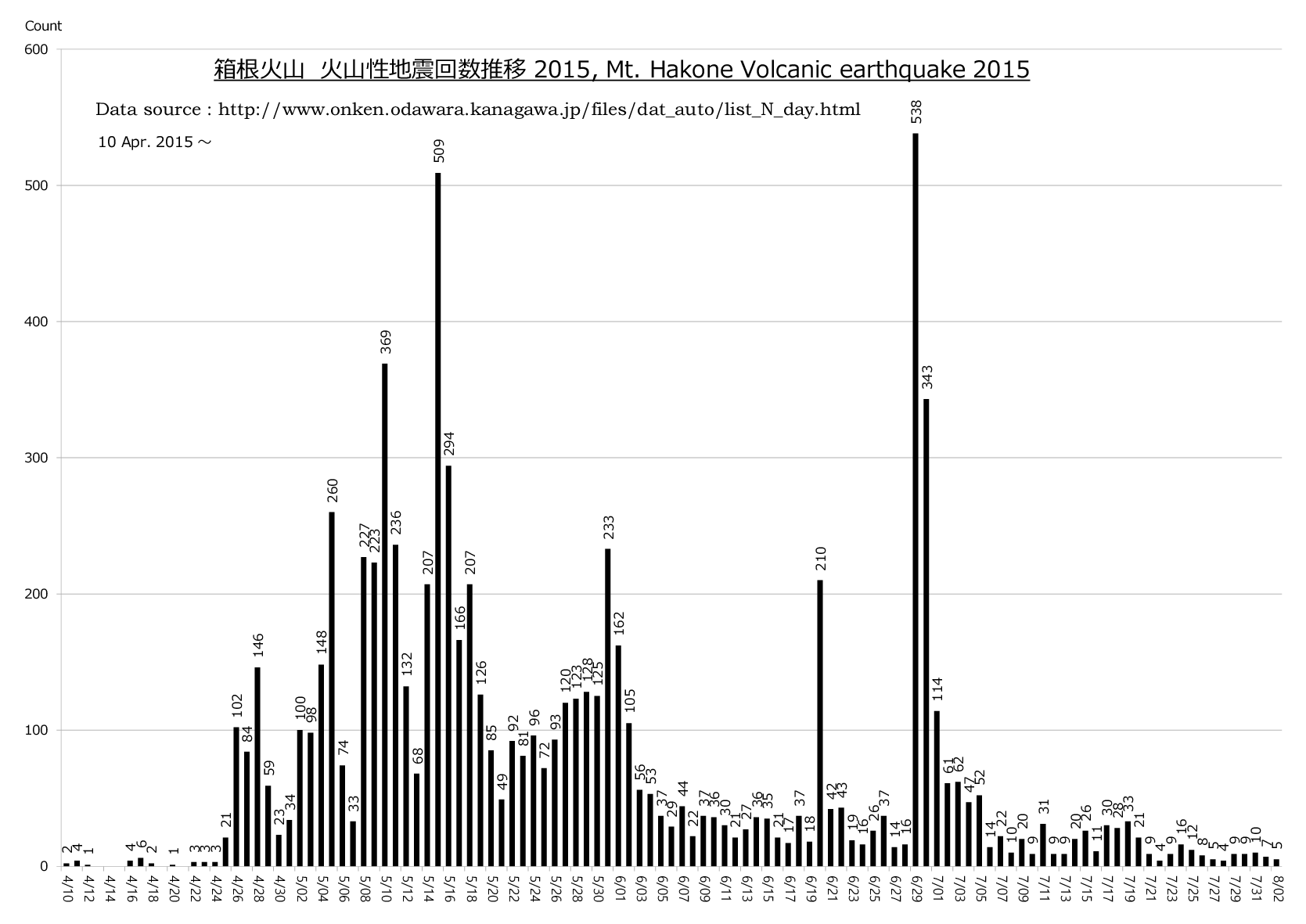
Vulkanische Erdbeben Aktivität in Hakone(2015)

- Am 26. April 2015 konnte erneut eine erhöhte seismische Aktivität im Gebiet festgestellt werden.[7][8]
- Ab 6. Mai 2015 war das Gebiet um Ōwakudani für Besucher gesperrt. Aufgrund der erhöhten seismischen Aktivität und kleineren vulkanischen Eruptionen mussten das Gebiet um die Seilbahn, Zugangsstraßen und Wanderwege im Radius von 300 m gesperrt werden. Die japanische Meteorologische Behörde erhöhte die Alarmstufe auf Stufe 2. Alleine an diesem Tag verzeichnete man 115 Erdbeben. Bei den heißen Quellen konnte eine Erhöhung des Wasserdrucks festgestellt werden.[9][5]
- Zwischen dem 14. und 17. Mai 2015 veränderte sich an der seismischen Aktivität kaum etwas. Auf dem Grund der heißen Quelle am Ōwakudani stellte man eine Erhöhung des Bodens um 12 cm fest. Diese Erhöhung betrifft das Gebiet in einem Radius von ca. 200 m. Am 15. Mai wurden ca. 471 kleinere Erdbeben registriert.[5]
- Am 29. Juni wurden 14 Erdbeben der Magnitude 1,9 bis 3,2 gemessen.[6]
- Ab 30. Juni 2015, nachdem die seismische Aktivität erneut zugenommen hatte, herrschte laut der Meteorologische Behörde Japans Alarmstufe 3 und der Radius wurde auf gut 1 km erhöht.[7][10]
- Am 11. September 2015 senkte die Meteorologische Behörde Japans die Alarmstufe zurück auf 2. Der Radius der Sperrzone wurde damit verringert, jedoch blieb die Hakone-Seilbahn vorübergehend außer Betrieb.[11]
- Seit dem 27. Juli 2016 ist das Gebiet inklusive der Seilbahn, aber ohne die Wanderpfade, täglich von 09:00 bis 17:00 Uhr für Besucher freigegeben.[11]
- Am 19. Mai 2019 wurde die Alarmstufe erneut auf Stufe 2 erhöht. Die Lokalregierung schränkte daher den Zugang in das Gebiet erneut ein. Ebenso wurde der Betrieb der Seilbahn vorübergehend eingestellt.[12]

## Tourismus

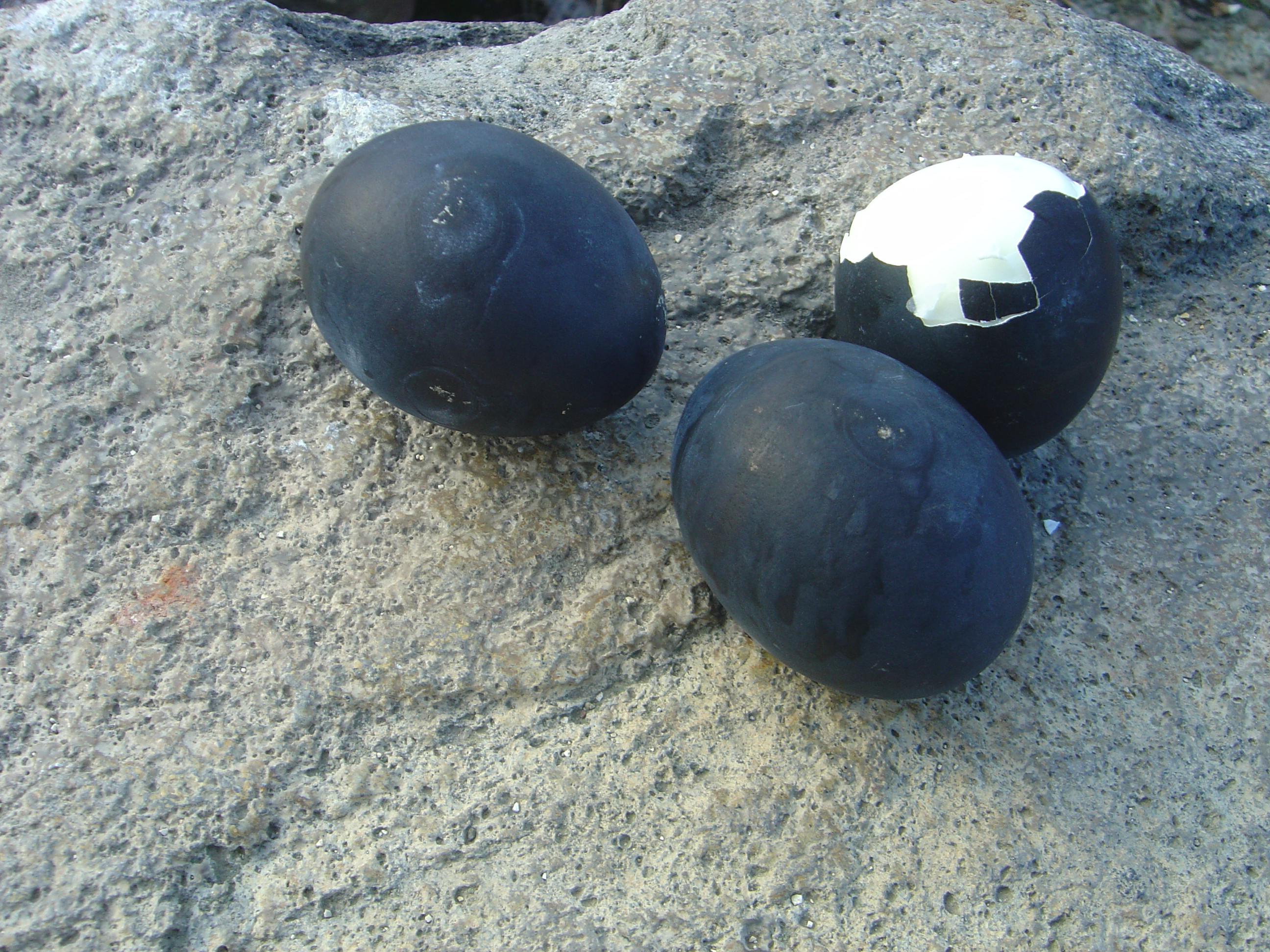
Kuro-tamago: Hartgekochte schwarze Eier

Viele Touristen kommen nach Ōwakudani, um die Aussicht auf den Fuji zu genießen, die vulkanischen Aktivitäten zu beobachten und Kuro-tamago (黒卵, „Schwarze Eier“) zu essen. Dies sind besondere Onsen-Tamago, bei denen gelöste Sulfate und Eisenionen der Schwefelwasserquellen die Schale schwarz färben. Im Gegensatz zu den üblichen Onsen-Tamago sind diese Eier aufgrund der extremen Hitze der Quellen hartgekocht. Die Eier sollen ein langes Leben bringen und es wird gesagt, dass man pro gegessenes Ei sieben Jahre länger leben soll.

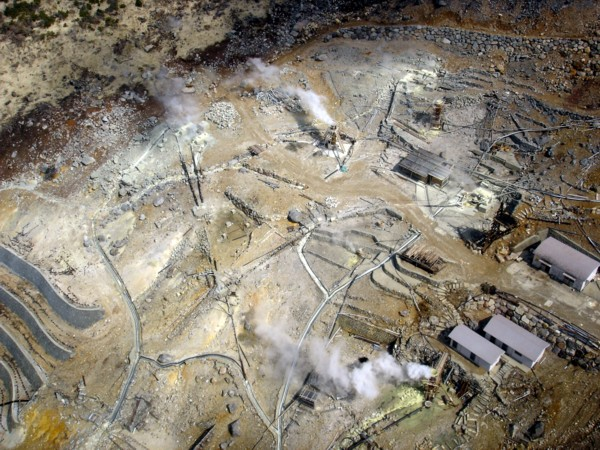
Sicht auf Ōwakudani von der Hakone-Seilbahn aus.

Ōwakudani kann mithilfe einer Funitel, der Hakone-Seilbahn, erreicht werden. Diese verkehrt zwischen den Stationen Sōunzan und Tōgendai. Die Station Sōunzan erreicht man mit dem Hakone Tozan Cable Car von Gōra aus. Am anderen Ende ist die Station Tōgendai am Nordufer des Ashi-Sees. Mit Kursschiffen ist die Station mit Moto-Hakone und Hakone-machi verbunden.
Neben der Seilbahn gibt es auch eine Straße, die direkt bis zum Besucherzentrum führt. Entweder fährt man über die Nationalstraße 1 bis nach Kowakudani und von dort auf einer Nebenstraße hoch, oder man kommt von der Nationalstraße 138 bis nach Sengokuhara und von dort über eine Nebenstraße nach Kojiri und weiter bis zum Besucherzentrum.